# Roundell Palmer, 1:e earl av Selborne

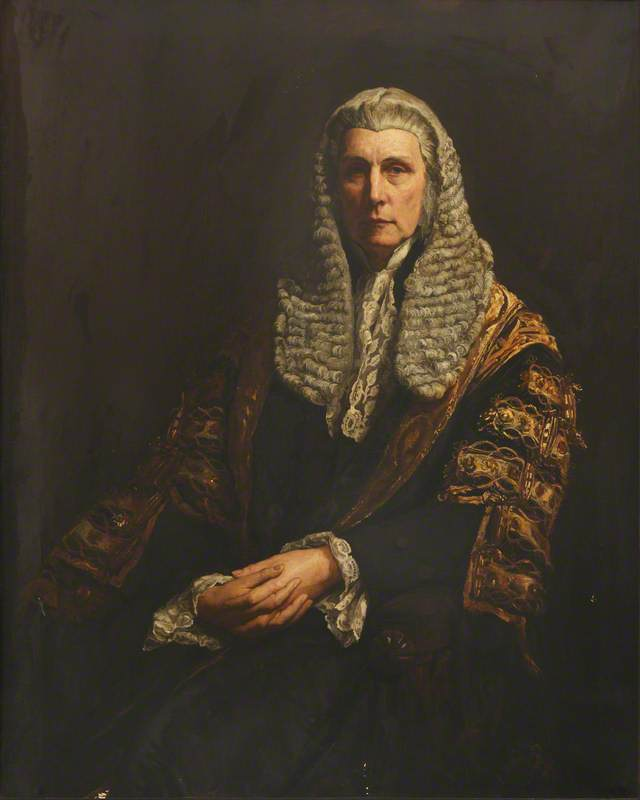
Roundell Palmer, 1:e earl av Selborne, porträtterad av Walter William Ouless.

Roundell Palmer, 1:e earl av Selborne, född den 27 november 1812 i Mixbury, Oxfordshire, död den 4 maj 1895 i Petersfield, var en brittisk jurist och statsman. Han var far till William Palmer, 2:e earl av Selborne.
Palmer blev efter grundliga akademiska studier advokat i London 1837 och vann som sådan stort rykte för lärdom, skarpsinne och klar framställningskonst. Han tillhörde 1847–1852 och 1853–1857 underhuset som moderat konservativ och strängt högkyrklig medlem av den "peelitiska" gruppen, närmade sig liksom sin meningsfrände Gladstone alltmer det liberala partiet och inträdde 1861 i Palmerstons ministär som solicitor general (kronjurist). Samma år erhöll han knightvärdighet. Palmer var ånyo underhusmedlem från 1862 till 1872, då han – som 1863–1866 varit attorney general – blev peer (baron Selborne) och inträdde i Gladstones första ministär som lordkansler. Han hade av motvilja mot Gladstones irländska kyrkopolitik vid ministärens bildande (1868) avböjt detta ämbete och senare inför skiljedomstolen i Genève fört Storbritanniens sak i den så kallade Alabamafrågan. 
Som lordkansler genomförde Selborne genom Judicature act av 1873 en betydelsefull och djupt ingripande rättegångsreform, som bland annat skapade en enhetlig överdomstol, gjorde slut på en mängd fristående smådomstolar och väsentligt främjade en sammansmältning av de båda rättssystem, som betecknas av termerna common law och Equity. Han avgick med Gladstone 1874, var lordkansler även i dennes andra ministär (1880–1885) och upphöjdes 1882 till earl av Selborne. Gladstones benägenhet för inrättande av irländsk självstyrelse med eget parlament (home rule) och för upphävande av den engelska kyrkans ställning som statskyrka vållade en brytning mellan honom och Selborne. Denne avböjde därför den honom erbjudna lordkanslersposten i Gladstones tredje ministär (januari 1886) och slöt sig samma år till den mot home-rule-planerna stridande liberal-unionistiska gruppen. 
Selborne utgav till den engelska statskyrkans försvar de grundlärda stridsskrifterna A defence of the church of England against disestablishment (1886) och Ancient facts and fallacies concerning churches and tithes (1888; ny upplaga 1892). Sina sista år ägnade han bland annat åt hymnologiska studier och avfattandet av sina memoarer. Dessa Memorials utgavs postumt i två band 1896–1898; en serie brev i religiösa ämnen, bland annat om bibelkritik, naturlig och uppenbarad religion, utgavs 1898 under titeln Letters to his son on religion by Roundell, first earl of Selborne. Selborne invaldes som Fellow of the Royal Society i juni 1860.